# Abborrtjärnet (Svanskogs socken, Värmland, 657607-131186)
Abborrtjärnet är en sjö i Säffle kommun i Värmland och ingår i Göta älvs huvudavrinningsområde.